# Иларион Грузинский
Иларион Грузинский, Иларион Грузин (умер в 882 году) — святой, происходил из богатой княжеской кахетинской фамилии Донаури.
В двенадцатилетнем возрасте был пострижен в построенной его же отцом обители в регионе Кахетия, из которой шестнадцати лет от роду переселился в лавру святого Давида Гареджийского. Здесь прожил десять лет. В тридцать лет стал настоятелем новой обители, но вскоре отправился на поклонение святым местам.
Прожив 17 лет в Иорданской пустыни, вернулся и устроил из родительского дома монастырь для своих родных и сам поселился в Давидо-Гареджийском монастыре, которому пожертвовал половину своего имущества. Вскоре отправился на Олимп, где провёл пять лет; затем посетил Константинополь (ныне — Стамбул) и Рим, и, после трёхлетнего пребывания в Фессалониках, скончался в 882 году, на 78 году (по другим данным, умер в 72 года). День его памяти отмечают 19 ноября. Иларион занимался переводом Святого Писания и аскетических книг на грузинский язык.
При жизни прослыл чудотворцем.